# Cabanes du Breuil

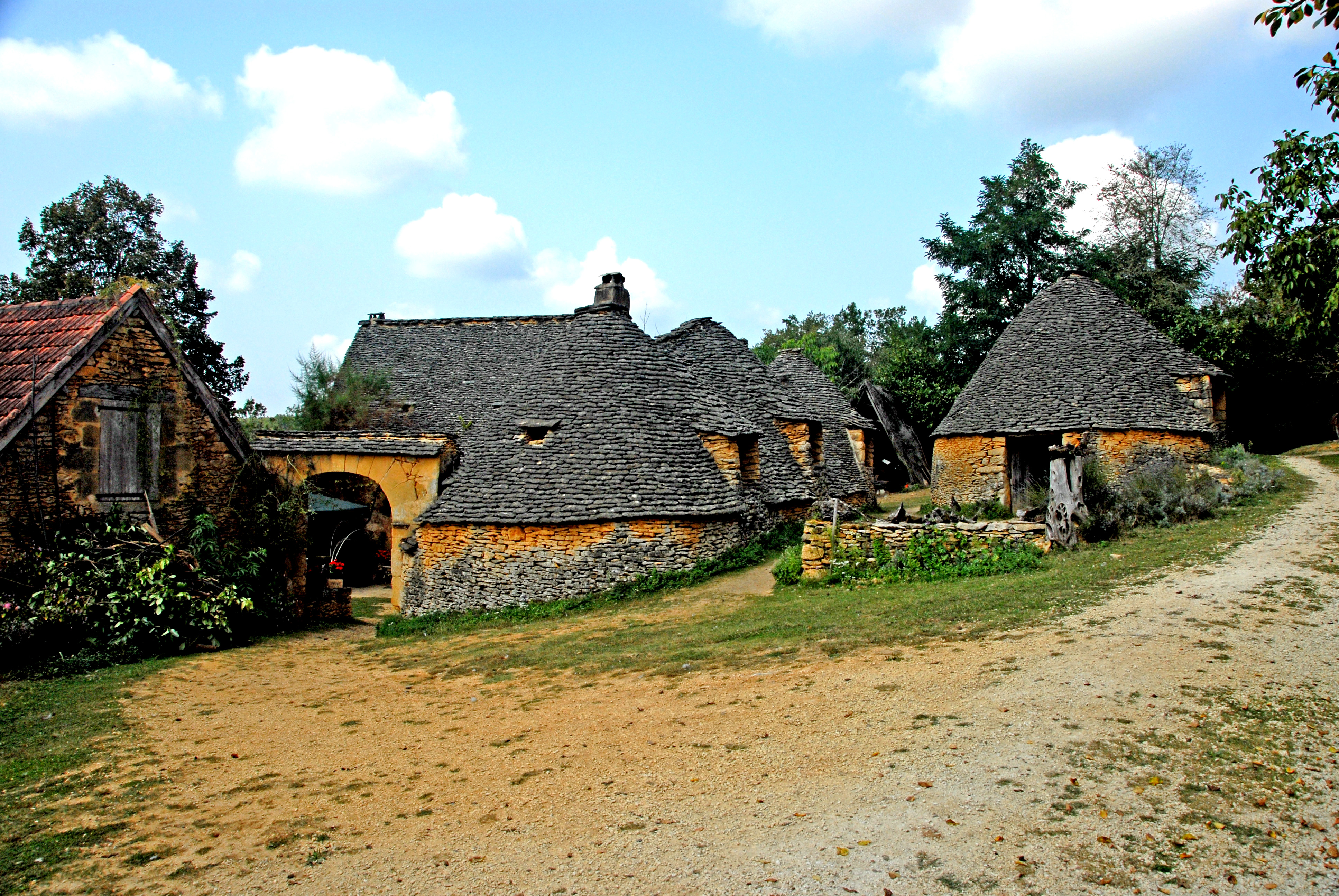
Hofstelle und Cabanes

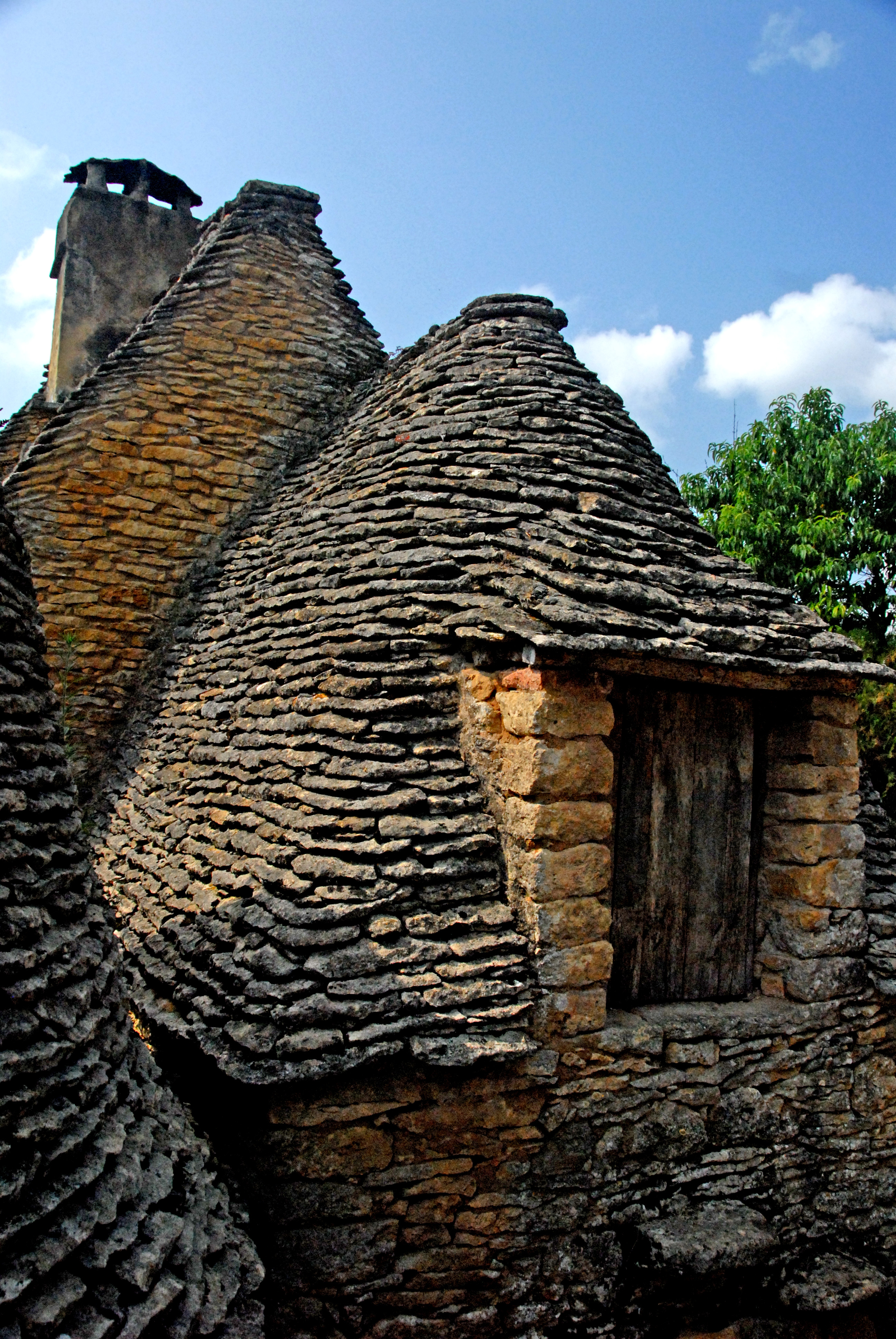
Cabanes mit Gaube

Cabanes du Breuil ist eine Siedlung aus einem guten Dutzend Steinhütten (cabane = Hütte) aus Trockenmauerwerk in der französischen Kommune Saint-André-d’Allas. Sie liegt etwas abseits der Straße von Sarlat-la-Canéda nach Les Eyzies-de-Tayac-Sireuil, ca. 8 km nordwestlich von Sarlat-la-Canéda, in Nähe von Schloss Puymartin, in der Région Nouvelle-Aquitaine, im Département Dordogne, in der ehemaligen Provinz Périgord. Es handelt sich um ländliche Werkstätten aus dem 19. Jahrhundert, die zum angrenzenden Gutshof gehörten. Die Siedlung ist heute ein Freilichtmuseum. Die Steinhütten stehen seit 1968 unter Denkmalschutz und sind seit 1992 als „historisches Monument“ klassifiziert.

## Geschichte
Die ehedem frühe Datierung der Cabanes als keltische Bauweise hat man aufgegeben und sieht heute darin Bauwerke nachmittelalterlicher Entstehungszeit, die aber auf viel ältere Traditionen zurückgehen. Die Cabanes von Breuil wurden zum ersten Mal 1449 schriftlich erwähnt. Sie gehörten damals den Benediktinern von Sarlat, wurden aber ab dieser Zeit nicht mehr bewohnt.
Mit dem Aufkommen der Eisen verarbeitenden Industrie im 18. Jahrhundert wurden die Hütten wieder bewohnt, da die Hüttenwerke des „schwarzen Périgords“ viele Arbeiter in die Gegend zogen. Die verfallenen Steinhütten wurden renoviert und sind daher auch heute noch in gutem Zustand. Als die Hütten noch von Menschen bewohnt waren, schliefen im Erdgeschoss die Tiere um die zentrale Feuerstelle herum und die Menschen schliefen im Obergeschoss.

## Beschreibung

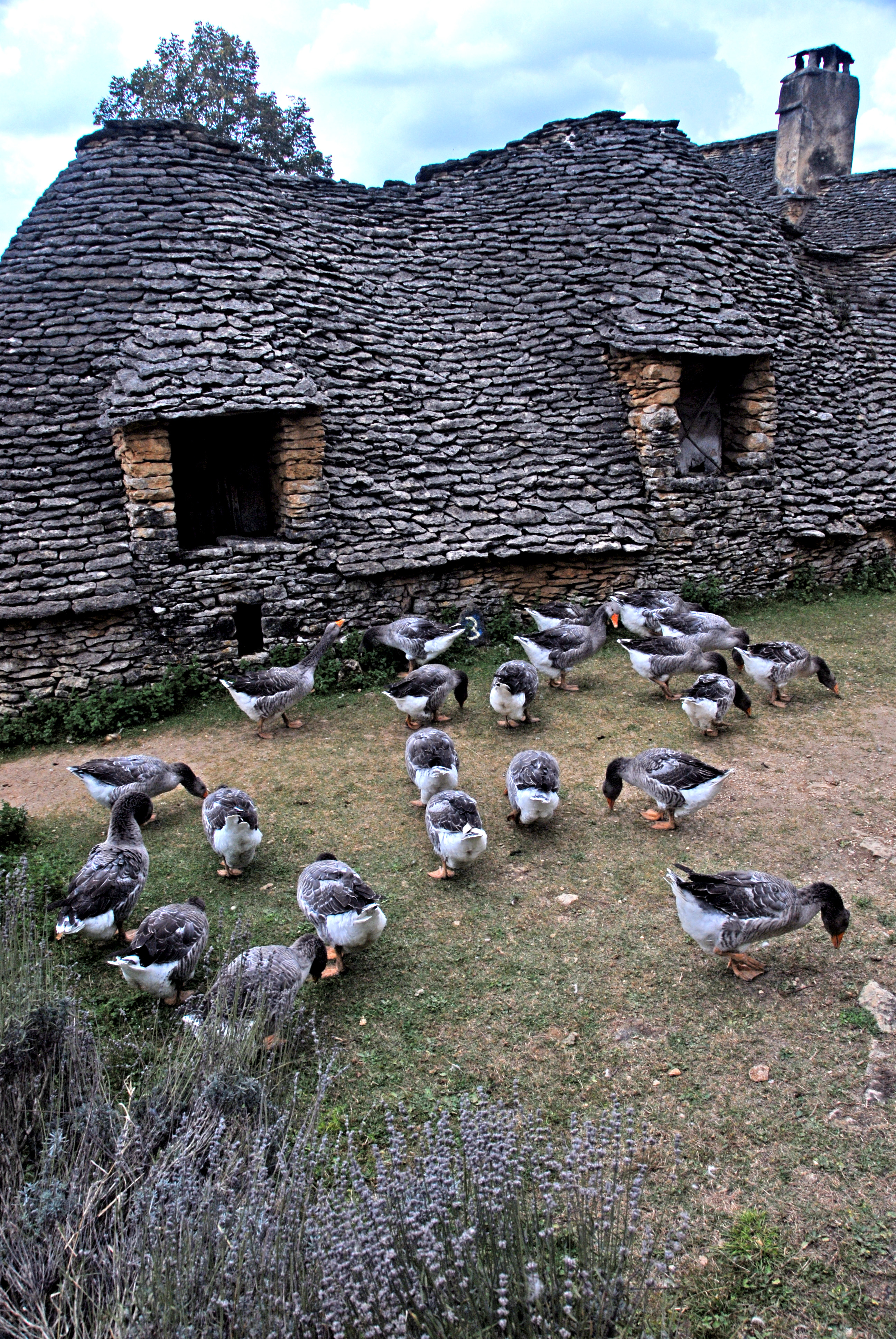
Reihenhäuser mit „Bewohnern“

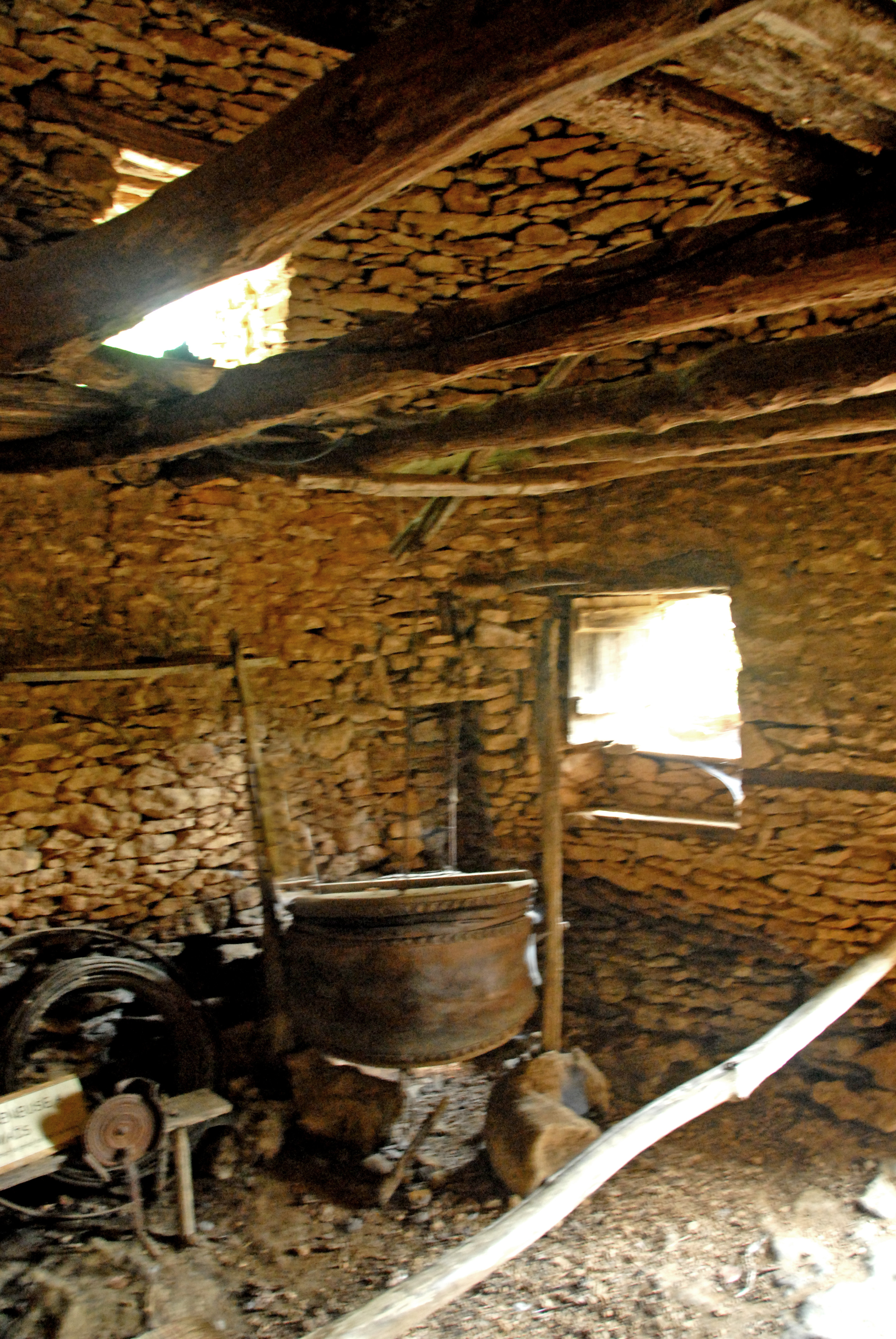
Kochstelle, Balkenlage des Obergeschosses

Die Rundhütten sind heute Teil eines Bauernhofes und gruppieren sich um einen zentralen Hof. Die Rundbauten stehen teilweise einzeln, andere sind zu „Reihenhäusern“ verbunden. Bei letzteren überschneiden sich die kreisförmigen Grundrisse so weit, dass die Hütten enger zusammenrücken. Dort werden die sich überschneidenden Kegeldächer mit Sätteln verbunden. Luft und Tageslicht erhalten die Hütten über in die Kegeldächer eingearbeitete Gauben aus Steinen.
Die Cabanes werden als Vorratsräume, Lagerräume, Ställe für die Viehhaltung und Werkstätten genutzt. In einigen Werkstatt-Hütten sind alte Gerätschaften und Werkzeuge ausgestellt. Der Eigentümer und Landwirt wohnt in einem konventionellen Wohngebäude, das am zentralen Hof steht.

### Konstruktion
Die Cabanes haben kreisrunde Grundrisse mit unterschiedlichem Durchmesser. Die Außenwände sind 80 bis 100 cm dick und aus mörtellosem Trockenmauerwerk aufgeschichtet. Die flachen ockerfarbenen Steine stammen aus der nahen Umgebung. Auf den 1,40–1,80 m hohen Außenwänden liegt das Steindach als Kraggewölbe mit gut 45 Grad Neigung auf. Die steinernen Dacheindeckungen der Kegeldächer sind in Höhe der Traufe ca. 110 cm, in mittlerer Höhe 50 bis 70 cm und an der Kegelspitze wieder 100 cm dick. An der Traufe kragen die Dachsteine aus, damit das Regenwasser vor der Außenwand abtropfen kann.
Diese gegenüber den „echten“ Kuppeln/Gewölben, die auf einem Lehrgerüst aufgeschichtet werden müssen, relativ primitiven Raumüberwölbungen werden in der Baugeschichte auch „unechte“ oder „falsche“ Kuppeln/Gewölbe genannt.
In den größeren Steinhütten gibt es in Höhe der Traufe eine Balkenlage aus Kastanien-Rundholz, zur Schaffung eines Obergeschosses.

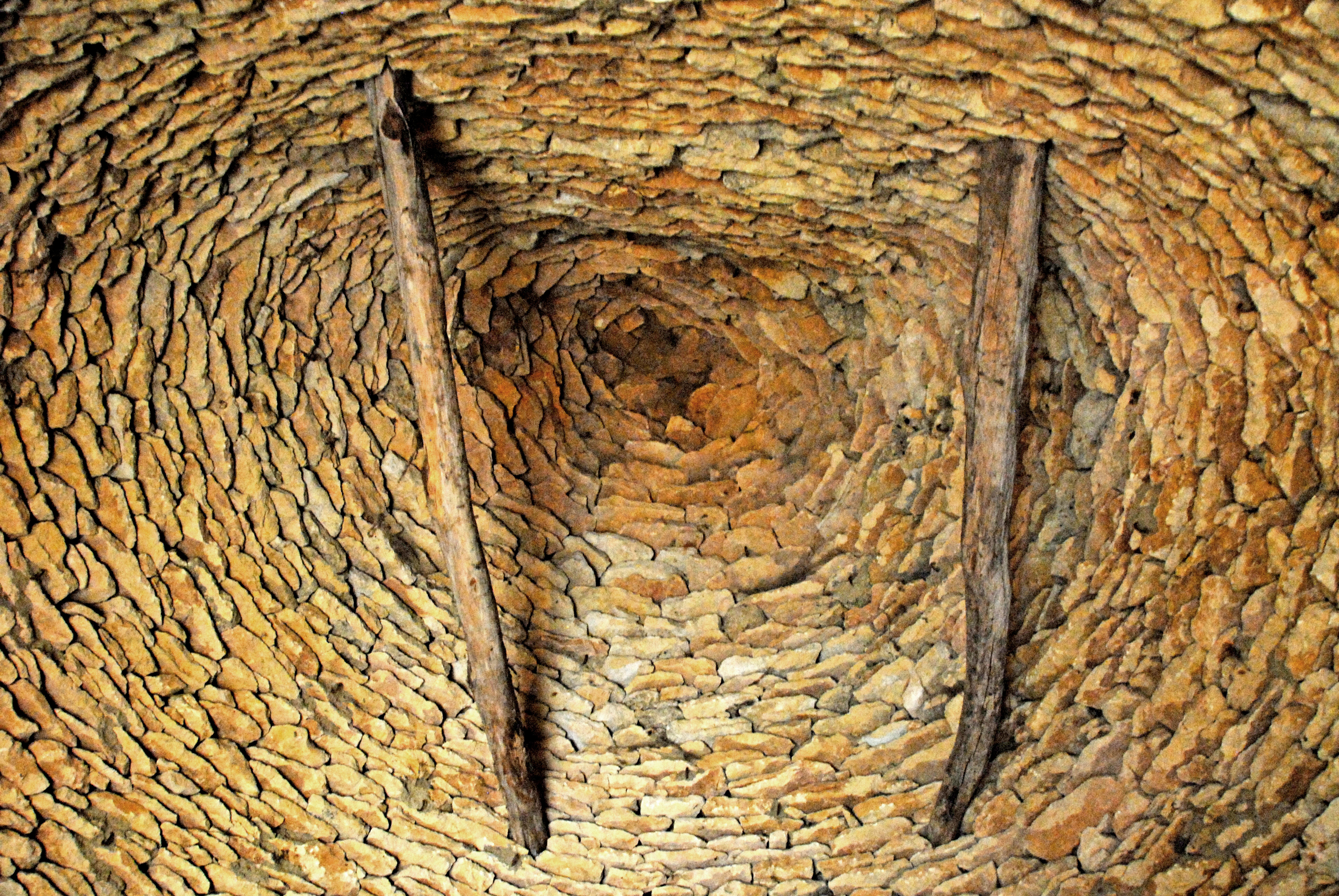
Kraggewölbe
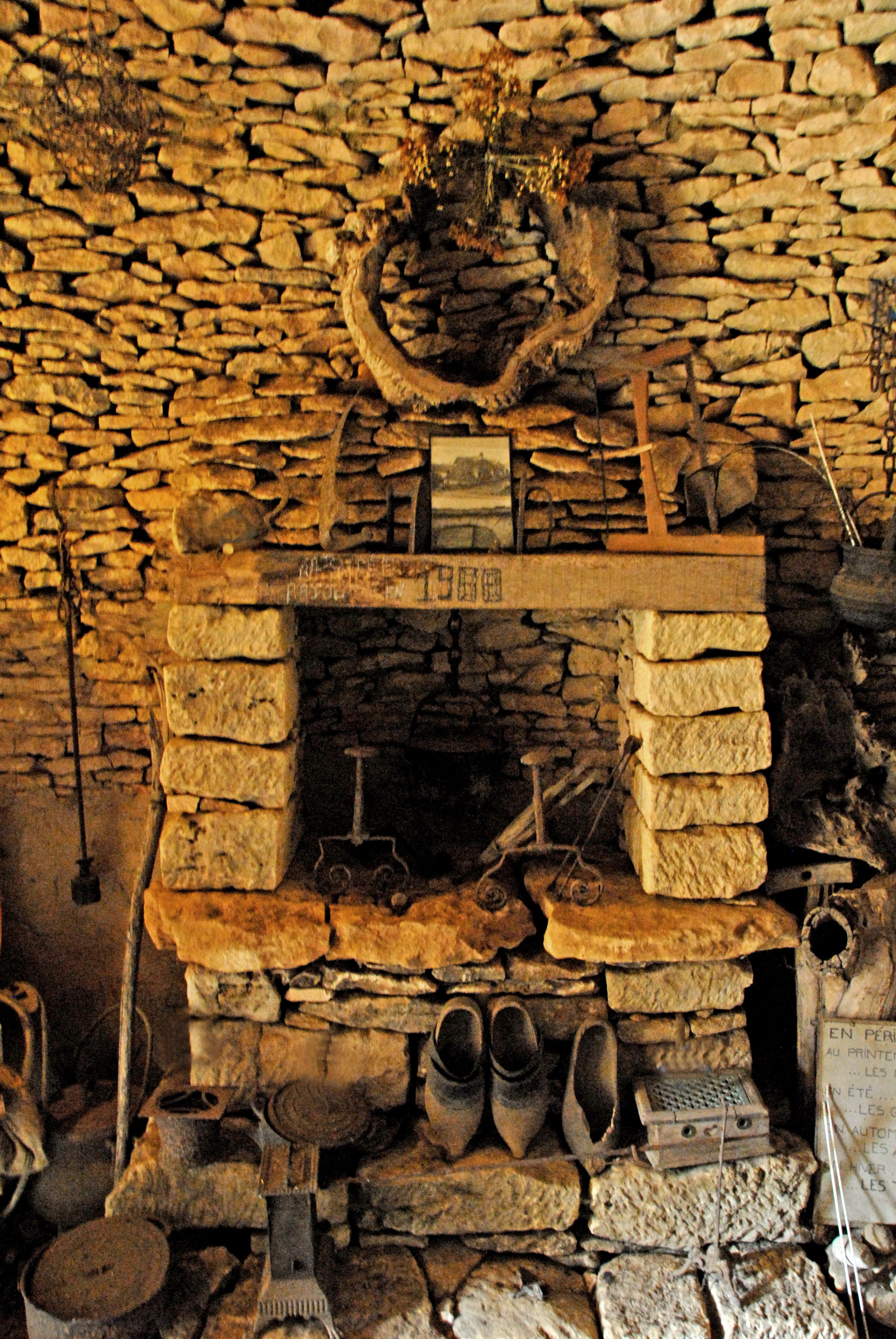
Werkstatt-Kamin
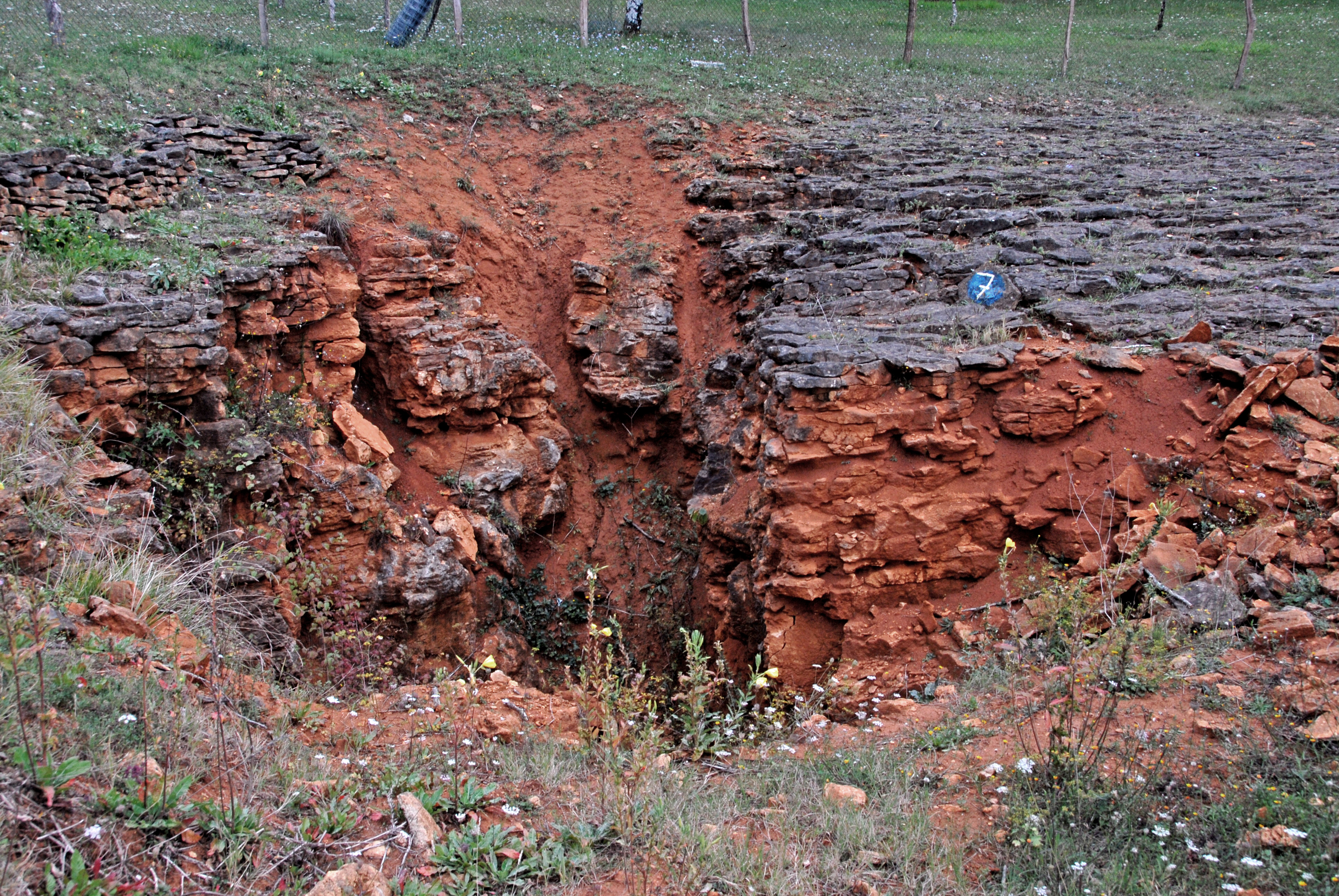
Steinbruch

### Material
Das Material für die Hütten stammt aus einem kleinen Steinbruch, der zum Dorf gehört. Seine obere Schicht mit einer Dicke von 40 bis 70 cm eignete sich am besten für die Dacheindeckungen. Die Steinplatten sind breit und maximal 6 cm dick. Die darunter lagernden Steine verwendete man für die Außenwände. Die Schicht der brauchbaren Steine ist ca. 1,00 m dick.

## Bekanntheit, Besichtigungsmöglichkeit
Neben Postkarten haben auch Kino und Fernsehen diesen Platz bekannt gemacht: Er diente als Hintergrunddekoration in den Filmen „La Belle au bois dormant“ (Dornröschen), „Jacques le croquant“, „D'Artagnan“ und „Les Misérables“ (dt. „Die Legion der Verdammten“).
Das ganze Jahr über kann man die Cabanes du Breuil besichtigen (von November bis März nur nach Reservierung).

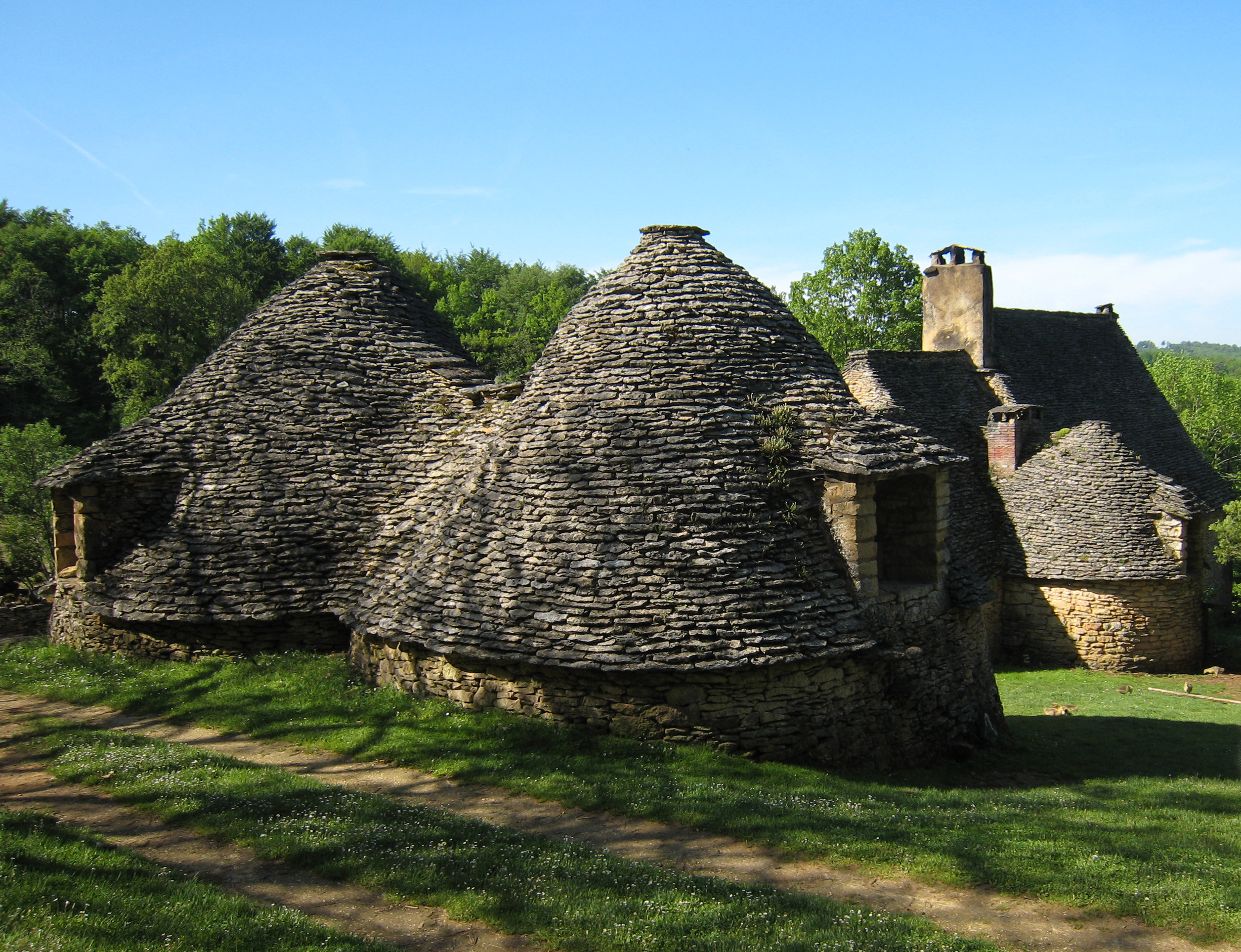
Die Cabanes von Breuil
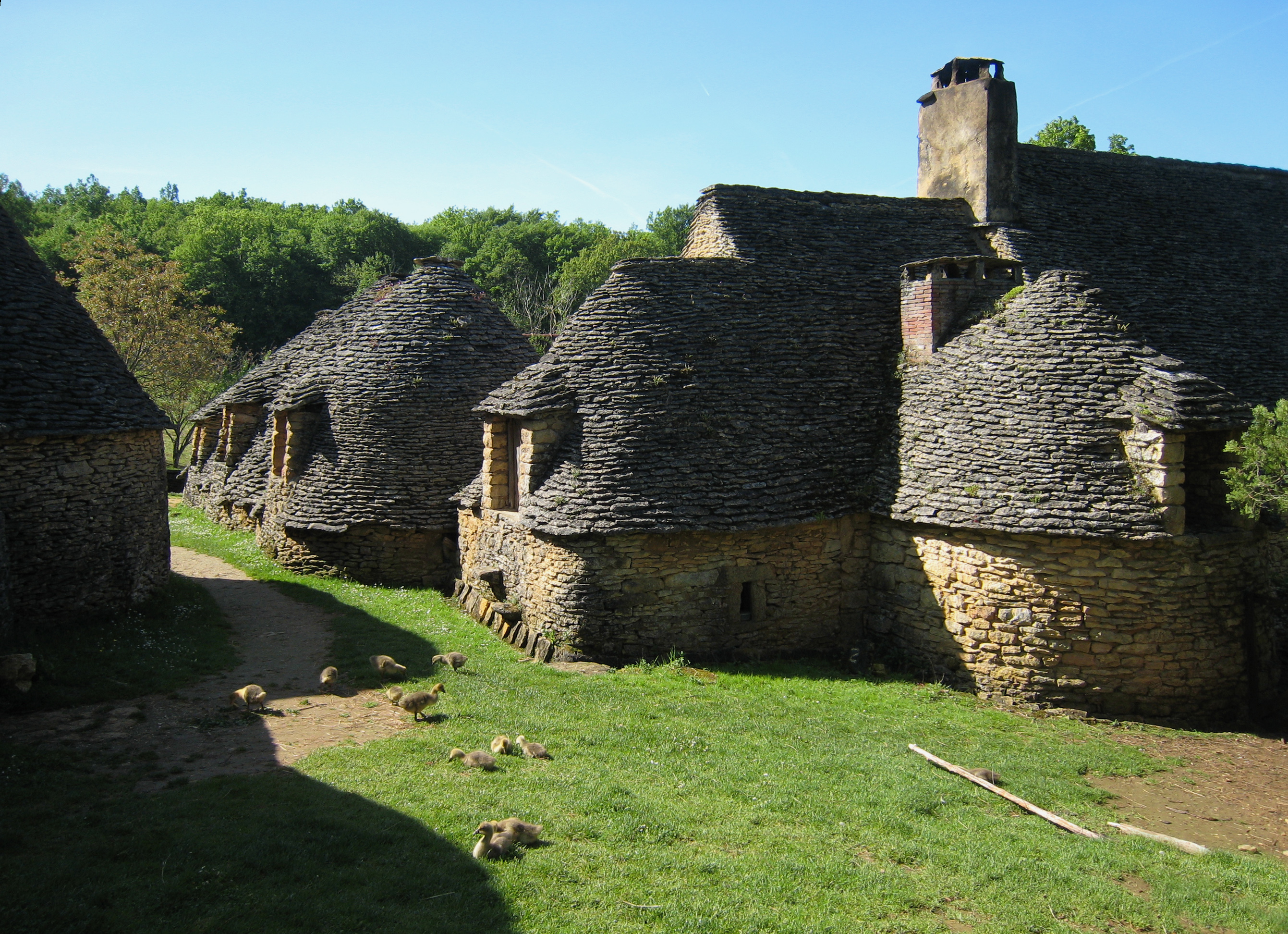
Die Cabanes von Breuil
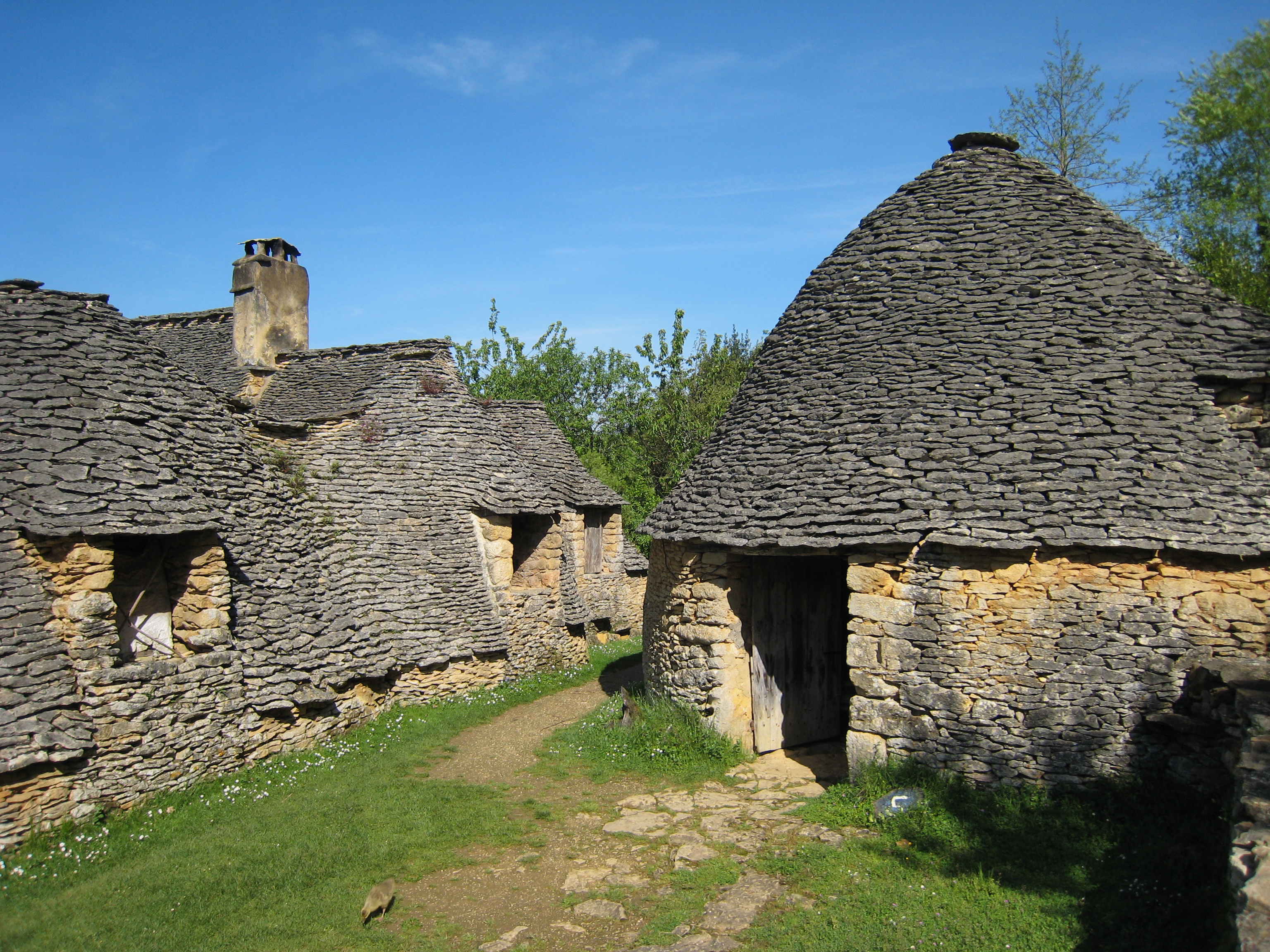
Die Cabanes von Breuil
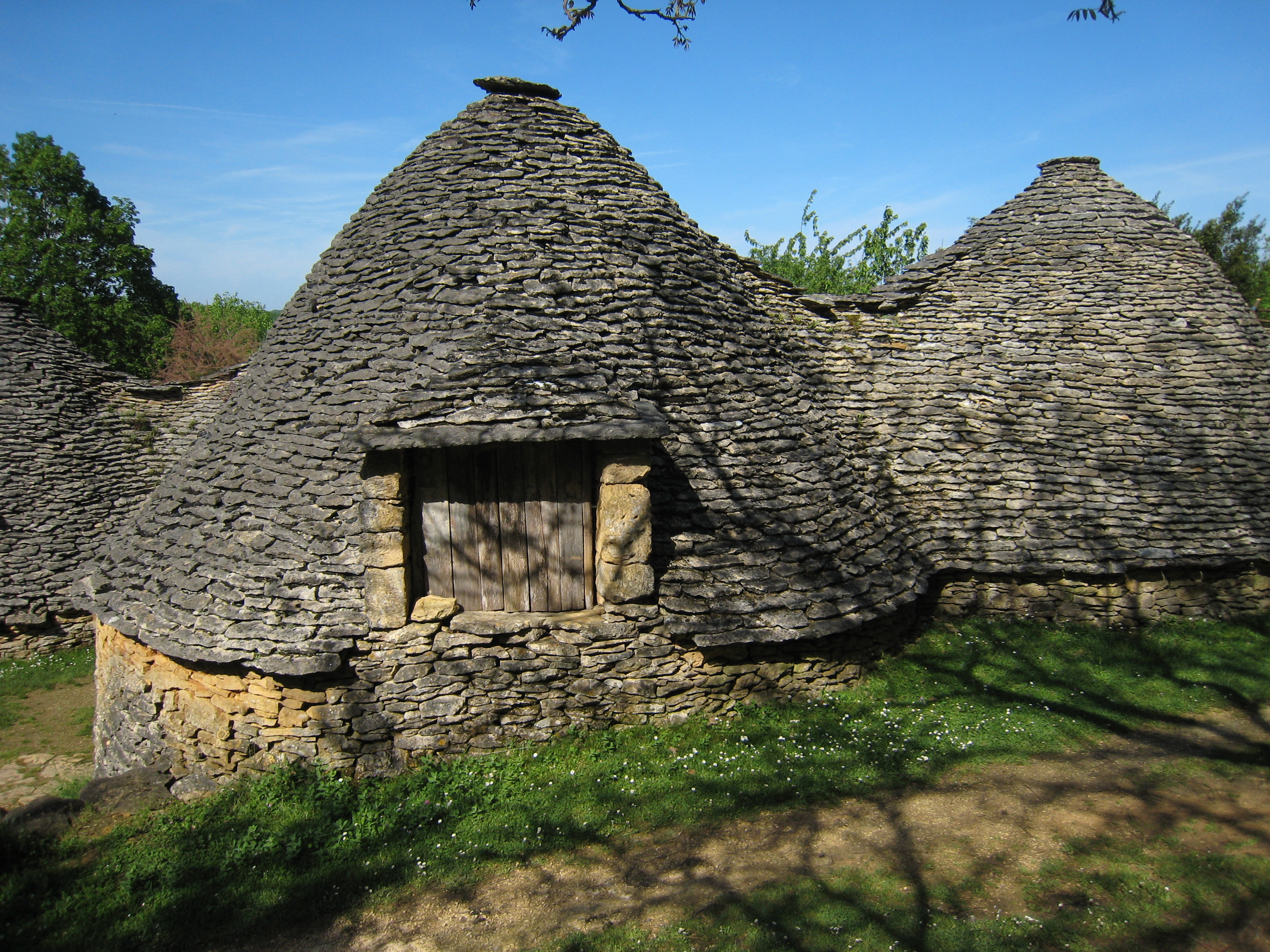
Die Cabanes von Breuil

## Ähnliche Rundbauten
Derartige Rundbauten mit unechten Gewölben sind in ganz Südeuropa anzutreffen. Sie nennt man in der Provence Bories, in Spanien Cabaños, auf Sardinien Nuraghen, in Apulien Trulli und im Périgord Cabanes. Auch in Nordeuropa gibt es Beispiele, wie die Bienenkorbhütten in Irland.